# Kojima Nobuo

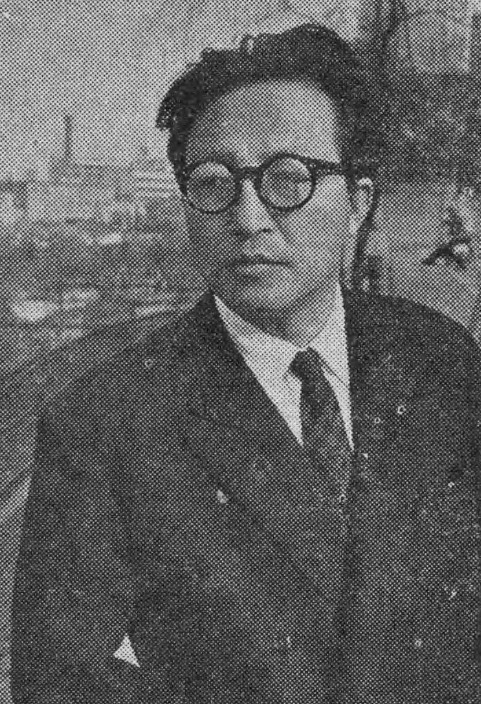
Nobuo Kojima (1965)

Nobuo Kojima (jap. 小島 信夫, Kojima Nobuo; * 28. Februar 1915 in der Präfektur Gifu, Japan; † 26. Oktober 2006 in Tokio) war ein japanischer Schriftsteller.

## Leben
Nobuo Kojima wurde 1915 in Zentraljapan, nördlich von Nagoya, geboren und begann noch während seiner Zeit als Student an der Universität Tokyo, für Zeitungen und Magazine zu schreiben.
Im Zweiten Weltkrieg wurde er zur Armee eingezogen und in China eingesetzt. Nachdem er im Jahre 1946 aus der Armee entlassen wurde, unterrichtete er an Schulen und Hochschulen und wandte sich erneut dem Schreiben zu. Schon 1954 erhielt er für eine Sammlung von Kurzgeschichten – Amerikan Sukuru (American School) – den Akutagawa-Preis.
Als er im Jahre 1957 ein Stipendium der Rockefeller Foundation erhielt, verbrachte ein Jahr in den Vereinigten Staaten, beschäftigte sich mit den Werken amerikanischer Autoren und übersetzte auch einige ins Japanische: u. a. William Saroyans "The Human Comedy", Sherwood Andersons "Seeds", Dorothy Parkers "Big Blonde", Nathaniel Hawthornes "Young Goodman Brown", Robert Penn Warrens "Blackberry Winter", Irwin Shaws "The Girls in Their Summer Dresses", und Bernard Malamuds "The Loan". In der Folge lehrte Kojima von 1961 bis 1985 an der Meiji-Universität in Tokyo englische Literatur.
Für sein 1965 erschienenes Werk Hoyo Kazoku (Fremde Familie) erhielt er den Tanizaki-Jun’ichirō-Preis. Nobuo Kojima thematisierte hierin den Zusammenprall fernöstlicher und westlicher Kultur, von diffusen Idealen und Realität während der amerikanischen Besatzungszeit und konkretisierte dies an der Person des Professors Shunsuke Miwa, dessen Frau Tokiko und deren Familie. Fremde Familie gilt als Kojimas bedeutendste Arbeit und wurde als erstes seiner Bücher ins Englische übersetzt.
Sein dreibändiges Werk mit Biographien moderner japanischer Schriftsteller, Watashi no Sakka Hyōden (My Critiques on Writers), brachte ihm im Jahre 1972 den Kunstpreis des Ministers für Erziehung und Unterricht (芸術選奨文部大臣賞). Nobuo war seit 1989 Mitglied der japanischen Akademie der Künste. Er wurde 1994 als Person mit besonderen kulturellen Verdiensten geehrt.
Auch sein letztes Buch Fading Light, 2006 kurz vor seinem Tod erschienen, wurde mit großem Lob bedacht.
Seit 1999 wird von der Präfektur Gifu der mit 1 Mio. Yen dotierte Kojima-Nobuo-Literaturpreis vergeben.

## Auszeichnungen
- 1954 Akutagawa-Preis für American School (アメリカン・スクール, Amerikan sukūru)
- 1981 Großer Preis für japanische Literatur für Watashi no Sakka Hyōden
- 1982 Noma-Literaturpreis für Wakareru riyū (別れる理由)
- 1997 Yomiuri-Literaturpreis für Uruwashiki hibi (うるわしき日々)

## Werke
- Shōjū. (小銃), 1952.
  - Das Gewehr. Aus dem Japanischen von Jürgen Berndt. In: Träume aus zehn Nächten. Japanische Erzählungen des 20. Jahrhunderts. Theseus, Zürich 1992, ISBN 3-85936-057-4, S. 337–349.
- Hōyō Kazoku. (抱擁家族), 1965.
  - Fremde Familie. Aus dem Japanischen von Ralph Degen. be.bra-Verlag, Berlin 2008, ISBN 978-3-86124-905-4.
- Nikkō. (日光), 1988.
  - Sonnenlicht. Aus dem Japanischen von Andreas Simon. In: Erkundungen. 19 japanische Erzähler. Verlag Volk und Welt, Berlin 1989, ISBN 3-353-00581-1, S. 109–134.